# Go-Murakami
Keizer Go-Murakami (後村上天皇, Go-Murakami-tennō, 1328 – 29 maart 1368) was de 97e keizer van Japan, volgens de traditionele opvolgvolgorde. Hij was een lid van het Zuidelijke hof gedurende de Nanboku-cho-periode. Hij regeerde van 18 september 1339 tot aan zijn dood.

## Genealogie
Go-Murakami was vernoemd naar de voormalige keizer Murakami. Het voorvoegsel go- (後), kan worden vertaald als “later” of “tweede”, waardoor zijn naam vrij vertaald “Murakami de tweede” betekent. Zijn persoonlijke naam (imina) was Noriyoshi (義良). Go-Murakami was de zevende zoon van keizer Go-Daigo.
Go-Murakami had zelf zeven keizerinnen en hofdames. Hij kreeg ten minste zeven kinderen.

## Leven
Go-Murakami leefde in een rumoerige periode, toen twee takken van de keizerlijke familie met elkaar vochten om het bezit van de troon. Nadat zijn vader, keizer Go-Daigo, met zijn hofhouding de keizerlijke hoofdstad Kioto had verlaten, kwamen beide takken bekend te staan als respectievelijk het Noordelijke hof en Zuidelijke hof. In 1333 moest Go-Murakami samen met Kitabatake Akiie vluchten naar Tagajo omdat zijn vader de Kemmu-restauratie begon.
In 1339 werd Go-Murakami benoemd tot kroonprins. Datzelfde jaar volgde hij zijn vader op als keizer.Hij verstigde zich eerst in Yoshino. In 1348 werd deze plaats aangevallen, waardor Go-Murakami moest vluchten naar Nishiyoshino in wat tegenwoordig de Naraprefectuur is. Gedurende de rest van zijn regeerperiode moest Go-Murakami nog een paar keer uitwijken naar andere locaties.
In 1352 veroverde Go-Murakami’s leger, aangevoerd door Kusunoki Masanor, Kioto, waar het Noordelijke hof gevestigd was. Hierbij werden enkele van de voormalige troonpretendenten van het Noordelijke hof gevangengenomen. Kioto bleef echter niet lang in Go-Murakami’s handen. Gedurende de rest van zijn regeerperiode probeerde Go-Murakami nog een paar keer Kioto in handen te krijgen, maar tevergeefs.

## Tijdperken
Zowel het Noordelijke als Zuidelijke hof hadden hun eigen tijdregistratie met het toekennen van namen aan bepaalde perioden. Derhalve valt Go-Murakami’s regeerperiode afhankelijk van naar welke maatstaven wordt gemeten binnen andere tijdsperioden:
Maatstaven Zuidelijke hof
- Engen (1336-1340)
- Kōkoku (1340-1346)
- Shōhei (1346-1370)

Maatstaven Noordelijke hof
- Ryakuō (1338-1342)
- Kōei (1342-1345)
- Jōwa (1345-1350)
- Kannō (1350-1352)
- Bunna (1352-1356)
- Embun (1356-1361)
- Kōan (1361-1362)
- Jōji (1362-1368)
- Ōan (1368-1375)

* Regent Jingu staat niet op de traditionele lijst.